# Costifrons pulcher
Costifrons pulcher là một loài tò vò trong họ Ichneumonidae.